# Markus Auvinen
Pour les articles homonymes, voir Auvinen.
Markus Auvinen, né le 24 février 1992,, est un coureur cycliste finlandais.

## Biographie
En 2022, Markus Auvinen s'illustre principalement dans des courses nationales finlandaises. Il représente également son pays aux premiers championnats du monde de gravel en Vénétie.

## Palmarès et résultats

### Palmarès par année
- 2018
  - 3e du championnat de Finlande de poursuite par équipes
- 2021
  -  Champion de Finlande du contre-la-montre par équipes
  - 3e du championnat de Finlande du contre-la-montre
- 2022
  -  Champion de Finlande du contre-la-montre par équipes
  - Maantiecup[3]
  - Länsi-Uudenmaan Tempo
  - Syysetapit :
    - Classement général
    - Prologue

  - Helsinki Velotour
  - 3e du championnat de Finlande du contre-la-montre
- 2023
  - Porvoon Ajot

### Classements mondiaux
| Année                                 | 2020  | 2021  | 2022  | 2023  |
| ------------------------------------- | ----- | ----- | ----- | ----- |
| Classement mondial                    | 1800e | 1740e | 1749e | 2534e |
| UCI Europe Tour                       | 1329e | 1198e | 1146e | nc    |
|                                       |       |       |       |       |
| Légende : nc = non classéSource : UCI |       |       |       |       |